# Циммерит

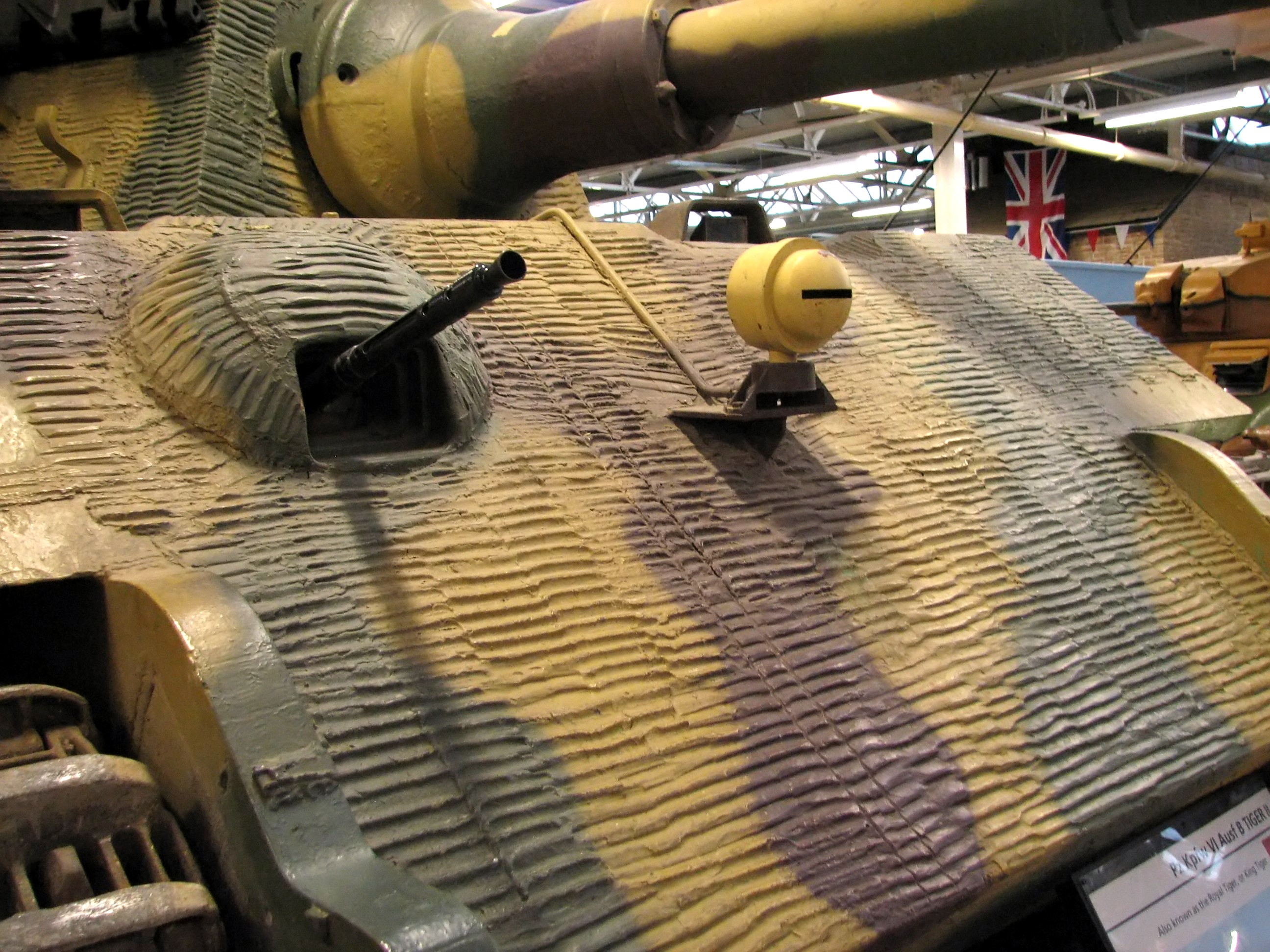
Циммеритова обмазка на танку Тигр II

Циммерит (нім. Zimmerit) — обмазка броні німецьких танків і САУ періоду Другої світової війни, призначена для захисту від ручних протитанкових магнітних мін. Розроблена німецькою фірмою Chemische Werke Zimmer & Co., Берлін.

### Принцип дії
Обмазка була перешкодою для установки магнітних мін, так як основна речовина в її складі, сульфат барію, має низьку магнітну сприйнятливість. Так як магнітне поле зменшується пропорційно кубу відстані, досить було нанести відносно невелику кількість обмазки на поверхню броні, щоб установка міни виявилася неможливою. Характерний хвилястий малюнок дозволяв зменшити кількість обмазки при збереженні необхідної висоти, а також створював додаткову шорсткість поверхні зменшуючи можливу щільність прилягання міни.

### Склад і технологія нанесення
Склад:
- 40 % сульфату барію — BaSO4,

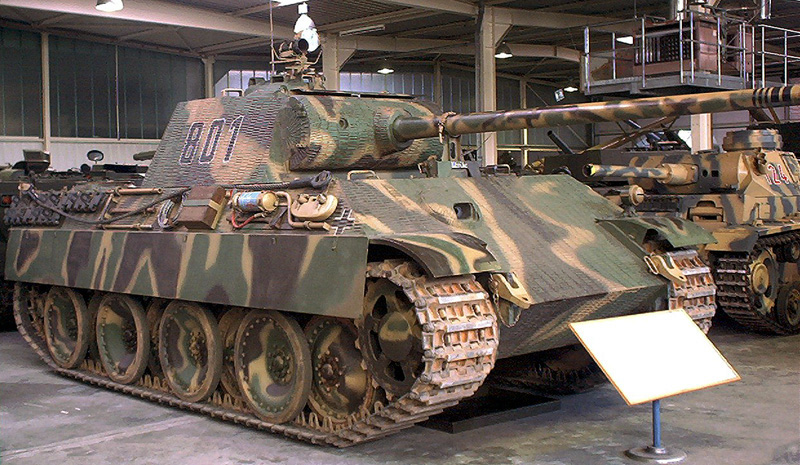
Танк «Пантера», покритий циммеритом

- 25 % сполучної речовини Movilith 20 (на основі полівінілацетату)
- 15 % пігменту охри
- 10 % наповнювача (тирса),
- 10 % сульфіду цинку ZnS,

Матеріал, що мав консистенцію мастики чи м'якої пасти, надходив на танкові заводи і ремонтні майстерні.
Циммерит містив легкий розчинник з запахом ацетону. Поверхня танка перед застосуванням циммерита не потребувала в якійсь обробці, тим не менш, броня зазвичай попередньо покривалася антикорозійною ґрунтовкою.
Циммерит наносився вручну металевими шпателями в два шари. Перший шар мав товщину близько 5 мм і картатий вигляд, який робився бічною частиною шпателів. Цей шар залишали на 24 години при нормальній температурі, щоб він став твердішим. Картата насічка робилася, щоб поліпшити приставання наступного шару. Другий шар наносився тонше першого та металевим гребінцем йому надавався вже хвилястий малюнок в цілях камуфляжу, і щоб ускладнити установку мін. Характерний «гребінчастий» або «картатий» малюнок покриття також служив для зменшення площі покриття, яка обсипалася при влучанні куль і осколків.
Після нанесення обох шарів поверхня піддавалася обробці паяльними лампами для видалення розчинника-пластифікатора. Така «сушка» одного танка тривала близько години. Без обробки паяльними лампами циммерит твердів за 8 днів.

## Історія
Використання циммерита почалося в середині 1943 року. У вересні 1944 року виробництво пасти було зупинено. Востаннє циммерит застосовувався у жовтні 1944 року. Формальною причиною скасування було те, що склад, нібито, міг займатися при обстрілі. Було доведено, що це не так, проте наказ не був скасований. Іншою причиною було те, що нанесення і сушіння пасти вимагали до декількох зайвих діб, що наприкінці 1944 року стало неприйнятним. 
Початок застосування циммеритної обмазки збігся в часі з появою на полі бою нових важких німецьких танків типу «Тигр» і «Пантера», проти яких стандартні піхотні протитанкові засоби (ПТР і протитанкові гранати) були неефективні.
Після війни, дослідження подібних матеріалів вели Велика Британія та Канада, але до практичного застосування справа не дійшла. Надалі подібні матеріали на танках ніколи не використовувалися через повне зникнення ручних протитанкових магнітних мін і появи у піхоти незрівнянно більш ефективних видів зброї, таких, як протитанкові гранатомети.
- Побутує хибна думка, що циммеритова обмазка також перешкоджала ураженню броні підкаліберними боєприпасами. Подібне твердження можна було почути навіть від колишніх фронтовиків.
- Найбільш вірогідна версія припинення використання циммерита той факт, що ручні магнітні міни в арміях супротивників практично не застосовувалися, тобто це був захист від можливої, але не існуючої загрози.